# Гошовський Богдан Данилович
Гошовський Богдан Данилович (* 21 серпня 1907, Золочів, Львівська область — † 21 липня 1986, Торонто, Онтаріо, Канада) — український дитячий письменник, редактор, видавець, журналіст, громадський діяч. Друкувався під псевдонімами і криптонімами Богдан Данилович, Б.Данилович, Дідусь, Дідусь Данилович, Б.Гармаш, М.Сухий, Б. Г., Б. Д., Д. Б., М. С. та іншими.
Чоловік І.Гошовської.

## Життя і творчість
Закінчив Золочівську гімназію та Львівський університет.
Друкувався від 1924.
Від 1922 брав активну участь у діяльності «Пласту» (Золочів, Львів), за що неодноразово був заарештований (1929), ув'язнений у концтаборі Береза Картузька (1934–1936). Після звільнення розпочав журналістську та видавничу діяльність у галузі дитячої літератури.
Редагував журнали «Молоді друзі» (Львів, 1937–1938), «Малі друзі» (дитячий; Львів, 1937—1938; Краків-Львів, 1940–1944; Авґсбурґ, 1948), «Дорога» (молодіжний; Львів, 1937—1938; Краків, 1940; Львів, 1942—1944).
1939-1941 — перебував у Кракові, публікувався у «Краківському віснику».
1940—1944 — співробітник «Укр. видавництва» (Краків, Львів), редагував книжкові серії для дітей «Моя книжечка» (Краків-Львів, 1940—1944, діяла згодом у Торонто до 1984; вийшло 52 випуски цієї серії).
Заснував і очолював (1946–1972, з перервою) Об'єднання працівників дитячої літератури ім. Л.Глібова (Мюнхен, від 1951 — у Нью-Йорку, від 1954 — у Торонто), видавництво «Нашим дітям» при ньому (до 1948 видано друком 79 книжок).
1949 — заснував у Канаді видавництво «Євшан-Зілля» із «Бібліотекою юного читача».
1954–1972 — очолював редколегію дитячого журналу «Веселка» (Джерсі-Сіті, США).
1973–1983 — редактор кооперативного журналу «Координатор» (з 1983 — орган Світового Конгресу Вільних Українців).
Писав нариси, оповідання для дітей (частково опубліковані у збірці «Китиця квіток для чемних діток»), студії з історії та географії княжої доби («Княжий город Пліснеськ», «Княжі Голі гори і Рожне поле»).
Редагував видання творів Марка Вовчка, Олега Ольжича, М.Островерхи, Р.Завадовича.
Шевченківська премія КУК (1986).

## Твори, публікації
- Богдан Гошовський. Ми і наші діти. Дитяча література, мистецтво виховання. Збірка I, 1965 [Архівовано 24 листопада 2020 у Wayback Machine.].
- Українська дитяча література: Спроба огляду і проблематика (1966)
- Слово пламенем взялось: мистецтво українського живого слова.
- Богдан Гошовський, Сергій Давидович. Слава не поляже. Козаччина // Дитяча енциклопедія українознавства. Книжка 3. — 1961 [Архівовано 21 грудня 2018 у Wayback Machine.].
- «Рожне поле» (збірка оповідань для дітей).

### Газетні публікації
- Б. М. Данилович. Моїй Матері // Краківські вісті, 11.05.1940 [Архівовано 5 березня 2016 у Wayback Machine.]
- Богдан Данилович. На порозі шкільного року. // Краківські вісті, 6.09.1940 [Архівовано 4 березня 2016 у Wayback Machine.]
- Богдан Данилович. Пекуча справа // Краківські вісті, 13.09.1940 [Архівовано 4 березня 2016 у Wayback Machine.]
- Богдан Данилович. За основу великої справи. // Краківські вісті, 18.09.1940 [Архівовано 7 червня 2022 у Wayback Machine.]
- Богдан Данилович. За повноту виховання // Краківські вісті, 25.09.1940 [Архівовано 4 березня 2016 у Wayback Machine.]